# Magnus Rød
Magnus Abelvik Rød (ur. 7 lipca 1997 w Oslo) – norweski piłkarz ręczny, prawy rozgrywający, od 2017 zawodnik SG Flensburg-Handewitt.
Reprezentant Norwegii, srebrny medalista mistrzostw świata we Francji (2017).

## Kariera sportowa
W latach 2013–2017 był zawodnikiem norweskiego BSK Håndball Elite. W 2017 przeszedł do SG Flensburg-Handewitt. W sezonie 2017/2018, w którym rozegrał w Bundeslidze 25 meczów i rzucił 17 bramek, zdobył ze swoim zespołem mistrzostwo Niemiec. Ponadto w sezonie 2017/2018 wystąpił w 15 spotkaniach Ligi Mistrzów (zadebiutował w tych rozgrywkach 16 września 2017 w meczu z Aalborg Håndbold), w których rzucił 20 goli.
Uczestniczył w mistrzostwach świata U-19 w Rosji (2015) i mistrzostwach Europy U-20 w Danii (2016).
W reprezentacji Norwegii zadebiutował 4 czerwca 2016 w wygranym meczu z Białorusią (36:33), w którym zdobył cztery bramki. W 2017 wywalczył srebrny medal mistrzostw świata – w turnieju, który odbył się we Francji, rozegrał dziewięć meczów i zdobył 10 goli. W 2018 uczestniczył w mistrzostwach Europy w Chorwacji, w których wystąpił w sześciu meczach, rzucając w nich trzy bramki.

## Sukcesy
SG Flensburg-Handewitt
- Mistrzostwo Niemiec: 2017/2018

Reprezentacja Norwegii
- 2. miejsce w mistrzostwach świata: 2017